# Cap Estate
Cap Estate är en ort i Saint Lucia. Den ligger i kvarteret Gros-Islet, i den norra delen av landet. Cap Estate ligger 18 meter över havet och antalet invånare är 677. Den ligger på ön Saint Lucia.
Terrängen runt Cap Estate är platt åt sydväst, men åt sydost är den kuperad. Havet är nära Cap Estate åt nordväst.{